# Cerami
Cerami – miejscowość i gmina we Włoszech, w regionie Sycylia, w prowincji Enna.
Według danych na rok 2004 gminę zamieszkiwały 2463 osoby, 26,2 os./km².